# 井本はじめ
井本 はじめ(いもと はじめ、1992年6月7日 - ）は、兵庫県芦屋市出身の自転車競技・マウンテンバイクレース、ダウンヒル選手。

## 主な戦績
2010年
- 全日本選手権 DH ジュニア 優勝

2011年
- JCF MTB ジャパンシリーズ DH 総合2位

2013年
- JCF MTB ジャパンシリーズ DH 総合2位

2015年
- 全日本選手権 DH 2位
- アジアマウンテンバイク選手権大会・DH 4位[1]

2017年
- 全日本選手権 DH 優勝 [2]
- アジアマウンテンバイク選手権大会・DH 4位[3]